# Metro de Varsòvia
El metro de Varsòvia comprèn una línia, nord-sud, inaugurada el 1995 i una nova línia, est-oest, parcialment oberta el 8 de març de 2015. La xarxa s'integra en una xarxa de línies de tramvia i línies de ferrocarril regionals.

## Història
Inaugurat el 1995, el metro de Varsòvia és la culminació d'un projecte més antic. De fet, el 1925, pocs anys després de la independència de Polònia, les autoritats de la ciutat de Varsòvia van decidir estudiar un projecte de metro. Els estudis no es van completar quan va esclatar la guerra el 1939. Només s'havia començat a excavar un túnel.
El 1950, el govern va decidir construir el metro, però les obres es van aturar el 1957.
Després d'estudis preliminars realitzats el 1974, el Consell de Ministres va decidir el 1982 construir una primera línia de metro i les obres van començar de nou l'any següent. Malauradament, la situació política, i especialment la financera del règim comunista polonès, es va fer cada vegada més difícil i les obres només van avançar lentament. El 1987, una llei exigia que els pressupostos de l'Estat deixessin de ser l'única font de finançament del metro. El projecte es va reduir llavors tant per la seva extensió com pel nombre d'estacions, però, sense experiència i sense ajuda externa, els constructors lluitaven per avançar.
Un acord comercial entre els règims comunistes de Polònia i l'URSS planejava un lliurament de 90 vehicles per al metro: només es van lliurar deu abans de la caiguda del règim soviètic. 32 vehicles lliurats el 1994 es compraran amb el pressupost municipal.
Després d'un darrer retard a causa de l'augment dels estàndards de seguretat, el metro s'inaugura finalment el 7 abril 1995 des de l'estació de Kabaty fins a Politechnika (11,5 km i 11 estacions).
Continua la construcció del metro: 4 extensions cap al nord de curta longitud que es succeeixen a mesura que es construeixen les estacions: el maig de 1998 a l'estació de Centrum 1,5, una estació), el maig de 2001 a Ratusz (1,7 km, dues estacions), el desembre de 2003 a Dworzec Gdański (1,5 km, una estació), l'abril de 2005 a Plac Wilsona (1,1 km, una estació). Entre el 2005 i el 2008 es va dur a terme una nova extensió de la línia cap al nord (5,5 km, 5 estacions: de Plac Wilsona a Marymont el desembre de 2006, de Marymont a Słodowiec l'abril de 2008 i finalment de Słodowiec a Młociny el 25 d'octubre de 2008. Encara queden dues estacions per construir al centre de la línia: Plac Konstytucji (entre Politechnika i Centrum) i Muranów (entre Ratusz Arsenał i Dworzec Gdański).
Tota la línia és subterrània, les estacions es troben entre 8 i 12 metres per sota de la superfície.

### Cronologia
| Línia | Secció                                | Data d'obertura        |
| ----- | ------------------------------------- | ---------------------- |
| L1    | Kabaty → Politechnika                 | 7 d'abril de 1995      |
| L1    | Politechnika → Centrum                | 26 de maig de 1998     |
| L1    | Centrum → Ratusz Arsenał              | 11 de maig de 2001     |
| L1    | Ratusz Arsenał → Dworzec Gdański      | 20 de desembre de 2003 |
| L1    | Dworzec Gdański → Plac Wilsona        | 8 d'abril de 2005      |
| L1    | Plac Wilsona → Marymont               | 26 de desembre de 2006 |
| L1    | Marymont → Słodowiec                  | 23 d'abril de 2008     |
| L1    | Słodowiec → Młociny                   | 25 d'octubre de 2008   |
| L2    | Rondo Daszyńskiego → Dworzec Wileński | 8 de març de 2015      |
| L2    | Dworzec Wileński → Trocka             | 15 de setembre de 2019 |

## Xarxa actual

### Material rodant

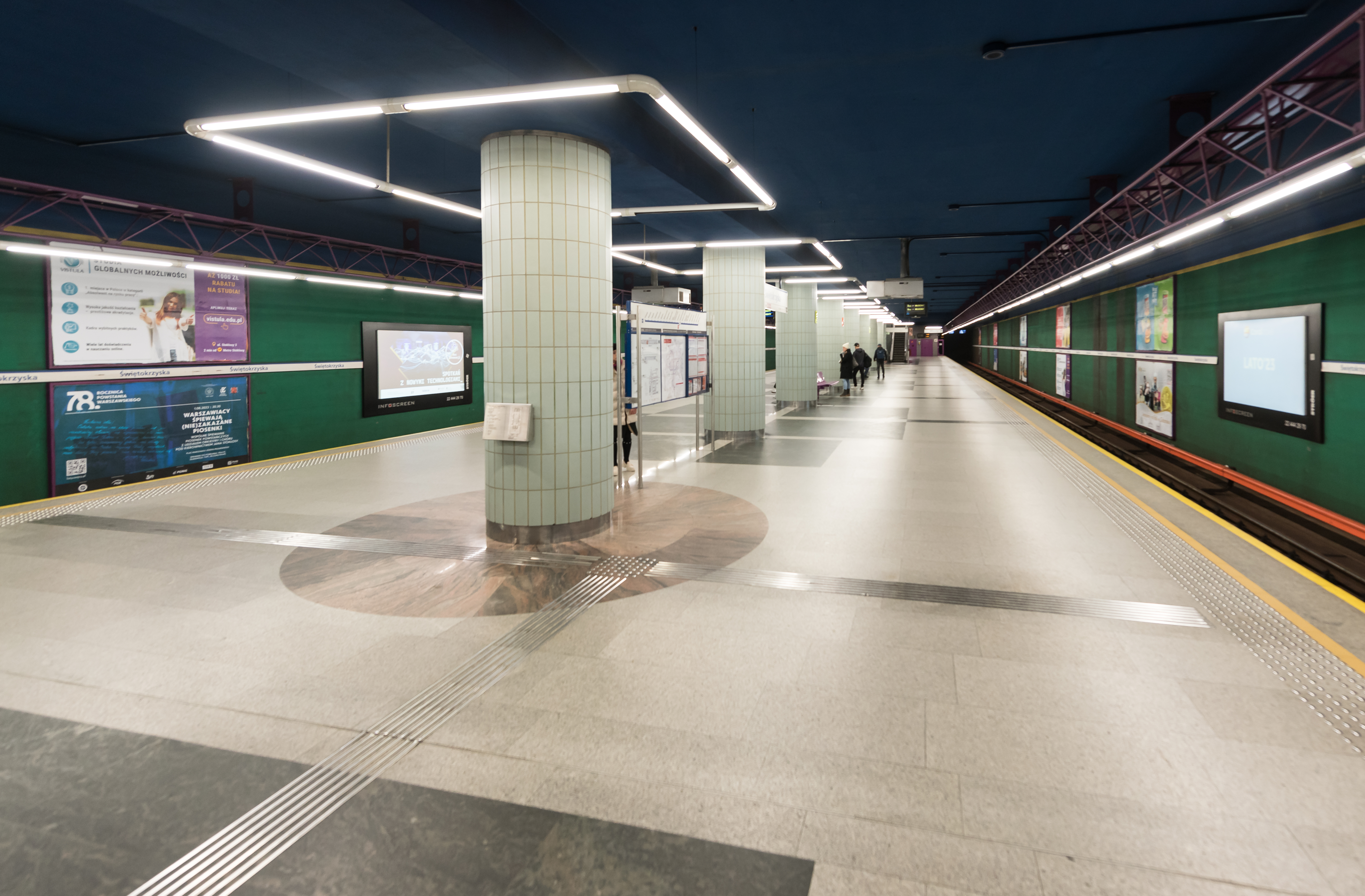
Estació de Świętokrzyska (Santa Creu)

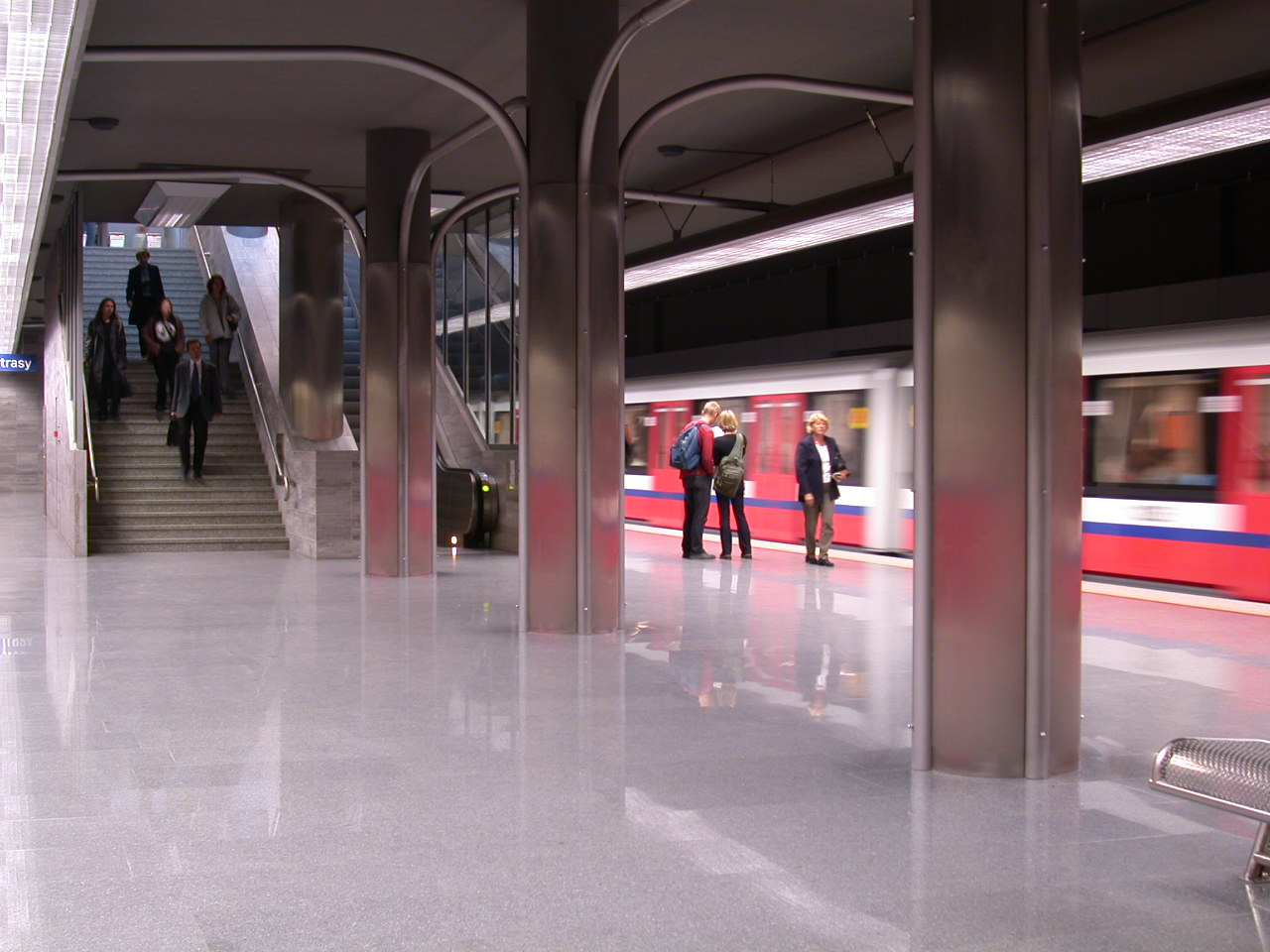
Tren aturat a lestació de Ratusz (ajuntament)

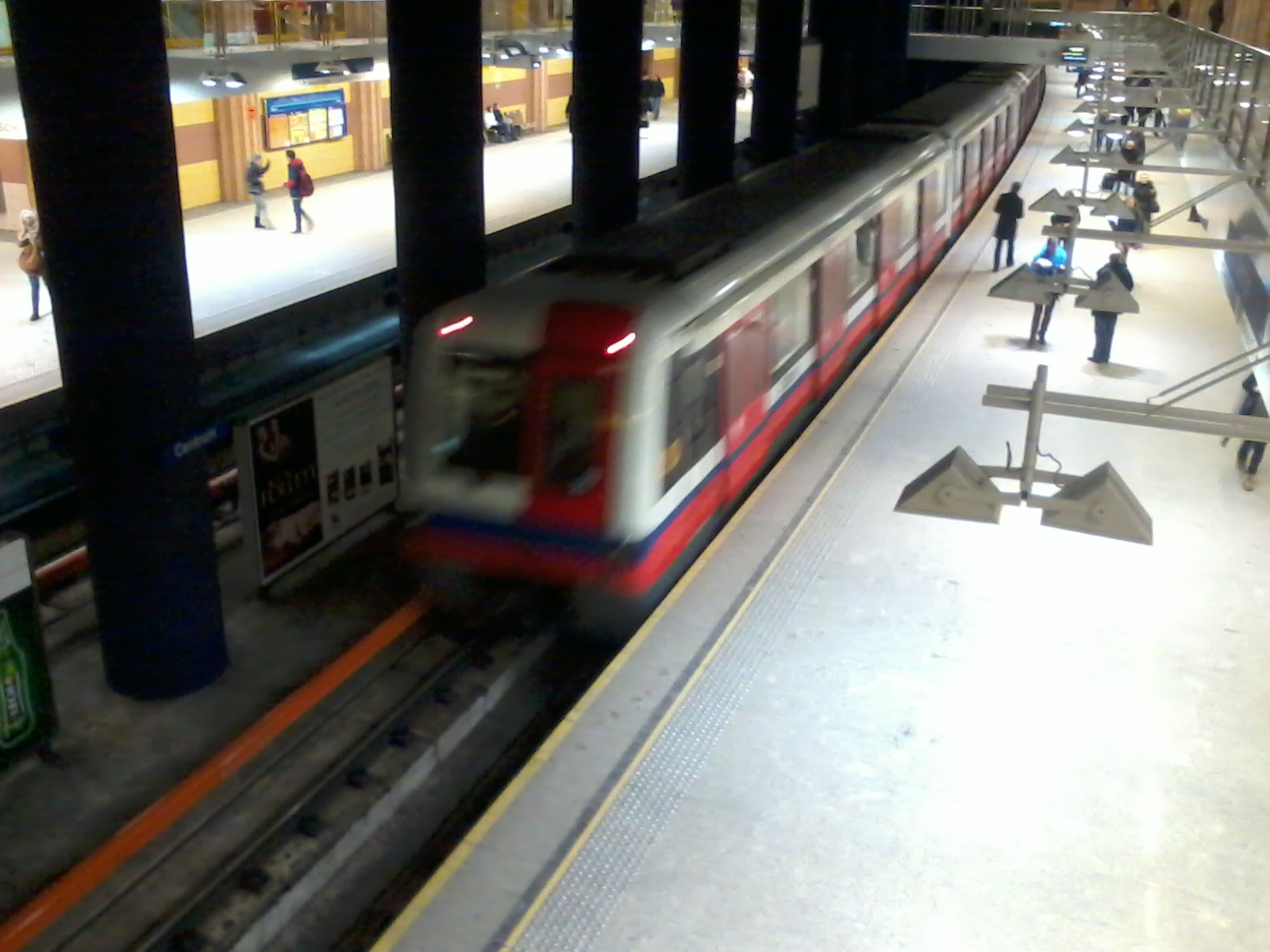
Tren vist des de l'entresòl de lestació de Centrum (Centre)

Actualment, la flota de material rodant està formada per 60 vehicles de fabricació russa (sèrie 81), dividits en 15 trens de quatre vehicles, 108 vehicles de disseny francès dividits en 18 trens de sis vehicles i 35 trens de sis vehicles de disseny alemany. Tots els vehicles poden assolir una velocitat de 90 km / h. La seva amplada és de 2,8 m per a una longitud de 19,5 m.
Als 10 vehicles inicials fabricats a MVZ a Mytishchi a prop de Moscou lliurats el 1989, es van afegir els 32 vehicles fabricats a Metrowagonmasz a Sant Petersburg lliurats el 1994, després 18 vehicles del mateix fabricant lliurats el 1997.
L'abril de 1998, Alstom va rebre un contracte per valor de 480 milions de złotys (105 milions d'euros) per a 18 trens de 6 vehicles (2 remolcs de motor-4). Els primers 4 trens es van fabricar a la fàbrica de Barcelona i es van lliurar el 2000. Els 14 trens restants es van produir a la fàbrica Alstom Konstal de Chorzów i es van lliurar entre el 2001 i principis del 2005. Cadascun d'aquests trens pot transportar 1.460 passatgers inclosos 250 asseguts.
L'abril de 2006, l'operador de metro va signar un contracte per a 14 vehicles intermedis addicionals amb Metrowagonmasz. Així, tots els trens russos inicials podran passar de 4 a 6 vehicles.
Els vehicles se subministren convencionalment amb 750 mitjançant un rail de tracció a terra. La via té un ample estàndard de 1,435 
Els conjunts de trens funcionen en mode manual, amb un dispositiu que controla la velocitat i l'interval dels trens. S'està implementant la conducció automàtica.
El febrer de 2011 es van demanar a Siemens 35 conjunts de trens Inspiro de 6 vagons per 272 milions d'euros. Els primers conjunts de trens van entrar en servei a finals de 2012. Un error important es va produir el 17 novembre 2013, que va requerir una investigació acurada. Un incendi va esclatar entre dues estacions.

### Operació
El metro funciona des de les 5 de la matinada fins a les 12: 20h els dies feiners. L'interval entre dos trens és de 4−5 minuts durant el dia i 8 minuts primera hora del matí i després de les 22h. Dissabte l'interval és de 7 minuts i el diumenge de 8 minuts. La velocitat mitjana arriba als 36 km / h.
Les andanes de les estacions fan 120 metres de longitud per allotjar conjunts de trens de 6 vehicles. Tenint en compte la mida dels vehicles, el metro transporta 30 000 passatgers per hora, 340 000 passatgers al dia els dies laborables, 140 000 passatgers els diumenges.
El 2004, el metro de Varsòvia transportava uns 80 milions persones (el 1996: 30 milions passatgers) i, el 2011: 140 milions persones.
Un bitllet senzill i de durada limitada costa 4,4 zł (1,07 €) el bitllet diari 15 zł (3,66 €) i un abonament mensual de 100 zł (aproximadament 24,4 €)

## Projectes i realitzacions actuals

### Nova línia 2
Una segona línia est-oest (20 km, 20 estacions) s'està construint des de Rondo Daszyńskiego, a l'oest, cap al districte de Praga, a la riba dreta del Vístula. Des del 8 de març de 2015 ja ha entrat en servei un primer tram de 6 km i 7 estacions entre Rondo Daszyńskiego i Dworzec Wileński. Un segon tram de 3 km s'inaugura a l'est de la línia de Dworzec Wileński a Trocka el 15 setembre 2019.

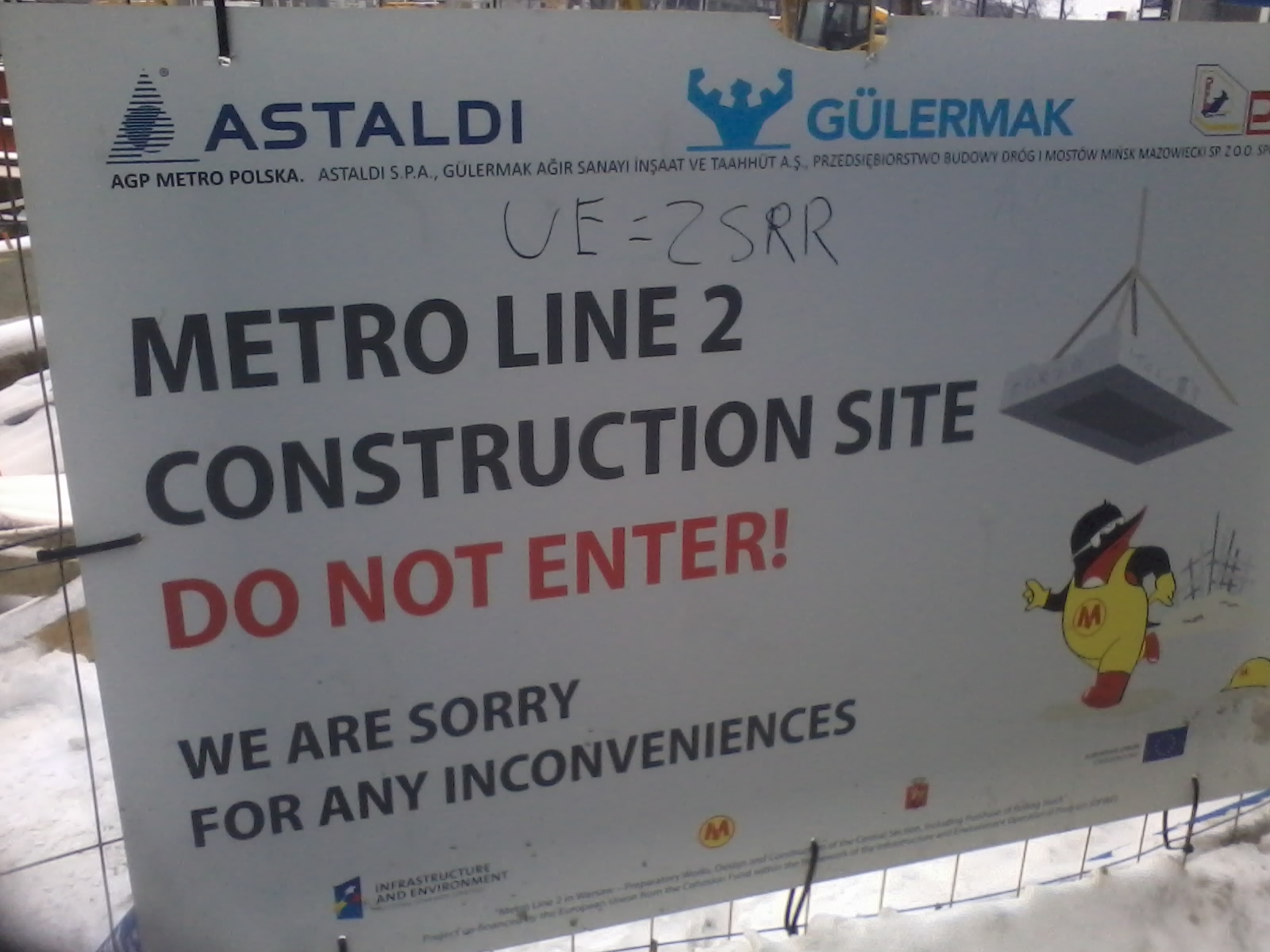
Un cartell que indica, en anglès, les obres de la línia 2 del metro de Varsòvia

El cost total de la línia seria de 1.500 milions d'euros. Es necessitaran fons europeus, probablement fins al 80 %, perque es construeix la línia. Passarien vuit anys en posar tota la línia en servei.

### Projectes de noves línies 3 i 4
Una tercera línia, de set quilòmetres de longitud, també es troba en projecte. Una quarta, previst inicialment, ha desaparegut dels plans actuals.